# Zim
Zim é um software para criar notas pessoais que são armazenadas no formato wiki. Pode conter notas com links, imagens, tabelas e formatação rica que são armazenadas em formato texto simples dentro de uma árvore hierárquica.
Está licenciado sob a GPL e é programado usando Python e GTK. Sua interface roda em desktop, disponível para os sistemas Linux, BSD e Windows.
Entre as funcionalidades incluídas estão o editor visual com suporte para títulos, listas, tabelas, realce de ligações; script Markdown, separadores, calendário, lista de tarefas, imagens e exportação para LaTeX ou HTML.
Pode ser alargado com plugins tais como equações (LaTeX ou dvipng), gráficos (R ou Gnuplot), verificação ortográfica (gtkspell) entre outros. Tem um servidor interno para partilha de notas via web.